# París-Roubaix 1900
La París-Roubaix 1900 fou la 5a edició de la París-Roubaix. La cursa es disputà el 22 d'abril de 1900 i fou guanyada pel francès Émile Bouhours, que s'imposà que s'imposà en solitari a la meta de Roubaix.

## Classificació final
|    | Ciclista              | Equip | Temps        |
| -- | --------------------- | ----- | ------------ |
| 1  | Émile Bouhours        | -     | 7h 10' 30"   |
| 2  | Josef Fischer         | -     | + 18' 00"    |
| 3  | Maurice Garin         | -     | + 38' 30"    |
| 4  | Lucien Itsweire       | -     | + 56' 30"    |
| 5  | Oscar Lepoutre        | -     | + 1h 55' 30" |
| 6  | Edouard Simon         | -     | + 3h 29' 30" |
| 7  | Edmond Dubreucq       | -     | + 3h 37' 30" |
| 8  | Hyppolite Aucouturier | -     | + 4h 01' 30" |
| 9  | Emile Paigie          | -     | + 5h 04' 30" |
| 10 | Lucien Pothier        | -     | + 5h 39' 30" |